# Peter Schmidt (artista)
Peter Schmidt (Berlino, 17 maggio 1931 – La Gomera, 22 gennaio 1980) è stato un artista, pittore, insegnante e pioniere della multimedialità tedesco naturalizzato britannico.
Innovativo maestro del colore e della composizione, fece parte di una generazione di insegnanti d'arte che ebbero un grande impatto su studenti distintisi in seguito nel campo delle arti visive e della musica negli anni sessanta e settanta del XX secolo. Tra gli artisti con cui collaborò vi furono Brian Eno, Dieter Roth e David Toop.

## Biografia
Nato nel 1931 a Berlino, si rifugiò in Inghilterra nel 1938 con la madre ebrea; trasferitosi a Londra, ottenne la cittadinanza britannica nel 1945 e iniziò a dipingere nel 1946-1947. Studiò al Goldsmiths College dal 1951 al 1953, e alla Slade School of Fine Art dal 1953 al 1957.  Vinse la borsa di studio Abbey Minor per viaggiare, con la quale si stabilì in Sicilia nel 1957–58. Al ritorno in Inghilterra iniziò a ritrarre persone e oggetti, soprattutto a olio su tela. Nel 1962 iniziò a insegnare al Watford College of Arts, dove due anni dopo istituí un Foundation course e dove sarebbe rimasto ad insegnare per la maggior parte della vita.

### Carriera artistica

#### Inizi come pittore
I suoi lavori furono esibiti per la prima volta in una mostra alla Beaux Arts Gallery di Londra, dove l'anno successivo organizzò la prima personale. Nello stesso anno fu il soggetto per il programma televisivo Departures della BBC sulla pittura. In questo periodo il suo stile subì un'originale svolta che lo portò a dipingere lavori del tutto imprevedibili. Ne seguirono opere influenzate dalla robotica, dalla cibernetica e dall'arte generativa. Nel 1963 diede inizio a una serie di lavori che definì il "programma". Verso la metà degli anni sessanta passò dalla pittura a olio a quella con colori acrilici. Nello stesso periodo si interessò al buddhismo, allo yoga e iniziò a consumare allucinogeni. Alla sua seconda mostra personale, che si tenne alla Curwin Gallery nel 1966, per i quadri esposti aveva preso ispirazione dalla musica, quando il suo lavoro era ormai totalmente influenzato dalla pittura astratta.

#### Altre tecniche pittoriche ed altre arti
Fu influenzato anche dall'artista tedesco Dieter Roth, conosciuto in quegli anni. Nello stesso periodo produsse stampe originali con l'uso di un torchio calcografico. Nel 1967 si esibì nel concerto di musica elettronica intitolato A Painters Use of Sound all'Institute of Contemporary Arts (ICA), a cui seguirono altre performance musicali al Bristol Arts Centre, all'UFO Club e al Cochrane Theatre. Sempre al Cochrane si esibì con l'artista scozzese Mark Boyle nello spettacolo Son et Lumiere. Nel 1968 fu consulente musicale per l'esibizione Cybernetic Serendipity all'ICA e per un festival nei Paesi Bassi. Nel 1969 tenne altri concerti alla Curwen Gallery e all'ICA, mentre esibì i propri dipinti con diverse mostre di quadri alla Lisson Gallery, con diversi collage di materiale da scarto per il suo libretto Peter Schmidt Autobiographical Monoprints, uscito nel 1970, e nel 1972 con una serie di 64 disegni basati sugli esagrammi I Ching. Fu in questo periodo che iniziò a studiare la cabala esoterica.
Nei primi anni settanta iniziò a realizzare lavori esplorando il mondo della fotografia e del cinema, con nuove esibizioni all'ICA e alla Lisson. Abbandonò le tecniche random e di programmazioni casuali nella realizzazione dei suoi quadri, e in quel periodo iniziò a dipingere su mobili e vestiti. Usò i disegni realizzati durante la pausa lavorativa che si prese nel 1973 per eliminare dalla propria mente frammenti di pensieri in esubero. A metà degli anni settanta furono pubblicati i suoi libretti Sketchmaps e A Meeting with Kali. Nei lavori che seguirono cominciò a interessarsi delle immagini ottenute con l'uso delle vernici e ad adottare la tecnica della velatura. Una delle sue ultime esplorazioni nel campo delle arti non figurative furono dei quadri astratti che risaltavano grazie a una speciale insegna luminosa, le cui luci variabili erano generate da un'apparecchiatura elettronica di sua invenzione.
Nei lavori successivi si riaccostò alle arti figurative. La mostra Painting on Clothes alla Whitechapel Art Gallery nel 1975 fu allestita esibendo le sue opere e quelle dei suoi studenti della Watford School of Art. Negli ultimi anni di vita usò in prevalenza gli acquerelli, passando lunghi periodi a dipingere paesaggi alle Canarie, nell'isola scozzese di Skye e in Islanda, usando le proprie tecniche di colore e composizione, realizzando quadri aventi caratteristiche sia figurative che dell'astrattismo.

#### Ultimi anni e collaborazioni con Eno
Negli ultimi anni di vita, Schmidt collaborò spesso con il musicista ed innovatore Brian Eno. Si conobbero alla fine degli anni sessanta quando Schmidt tenne una lezione alla Ipswich Art School, dove Eno era ancora studente. Divennero in seguito amici e collaboratori, scoprendo di avere in comune ciascuno un proprio sistema per aggirare gli ostacoli psicologici, artistici ecc. che si presentano durante le composizioni. Si unirono quindi per sviluppare questa prerogativa e crearono le carte chiamate Strategie Oblique, composte da aforismi che stimolano l'ispirazione compositiva. Nel 1970 Schmidt aveva realizzato le analoghe carte Thoughts Behind The Thoughts, considerate da Eno il prologo delle Strategie Oblique.
Tra i primi lavori di Schmidt per Eno vi fu il disegno della copertina dell'album Taking Tiger Mountain (By Strategy) del 1974. Fu durante questa collaborazione che furono usate per la prima volta le Strategie Oblique. La prima edizione delle carte, l'unica che Schmidt ha potuto vedere ultimata, fu pubblicata nel gennaio 1975 e tradotta in diverse lingue. Altri lavori di Schmidt comprendono il dipinto Evening Star usato per la copertina dell'album omonimo di Eno e Robert Fripp, e i quattro acquerelli le cui copie in bianco e nero sono state usate per il retro della copertina originale del disco di Eno Before and After Science del 1977.
L'ultima esibizione che Schmidt aveva in programma, intitolata More Than Nothing, alla Paul Ide Gallery di Bruxelles, era a sua volta una collaborazione con Brian Eno. Tra le opere presenti in tale esibizione vi era una speciale insegna luminosa generativa, raffigurante lo stesso Eno e intitolata Portrait of Eno with Allusions, diverse copie delle stampe della copertina di Taking Tiger Mountain, l'edizione francese delle carte Strategie Oblique e altri acquerelli creati appositamente per l'esposizione.
Schmidt non riuscì a vedere la mostra di Bruxelles. Morì all'improvviso d'infarto a La Gomera nelle isole Canarie, il 22 gennaio 1980, a pochi giorni dall'inaugurazione.

## Opere
- Futura 24 – Edition Hansjoerg Mayer, Stoccarda, 1968
- Rotaprints - Hansjoerg Mayer, Stoccarda, 1968
- Electrostatic Portraits - Hansjoerg Mayer, Stoccarda, 1968
- Im Kopf – In The Head – A Book of Drawings - Pubblicate da Peter Schmidt, Londra, 1969
- Peter Schmidt Autobiographical Monoprints - Lisson Gallery, Londra, 1970
- The Thoughts Behind the Thoughts - Peter Schmidt, Londra, 1970
- Everyday Third Eye Vision - Peter Schmidt, Londra, 1972
- Flikker Book 7 - Editions Alecto, 1972
- Printed in Watford - Watford School of Art, 1974
- The Lord's Prayer Hung on the Tree of Life - Peter Schmidt, Londra, 1974
- Sketchmaps - Peter Schmidt, Londra, 1974
- Mother and Daughter - Peter Schmidt, Londra, 1974
- A Meeting with Kali - Peter Schmidt, Londra, 1975
- Strategie Oblique - EG Management, 1975
- A Secret in Stone - Watford School of Art, 1979